# Eudesmeola lawsoni
Eudesmeola lawsoni är en fjärilsart som beskrevs av Felder 1874. Eudesmeola lawsoni ingår i släktet Eudesmeola och familjen nattflyn. Inga underarter finns listade i Catalogue of Life.

## Bildgalleri

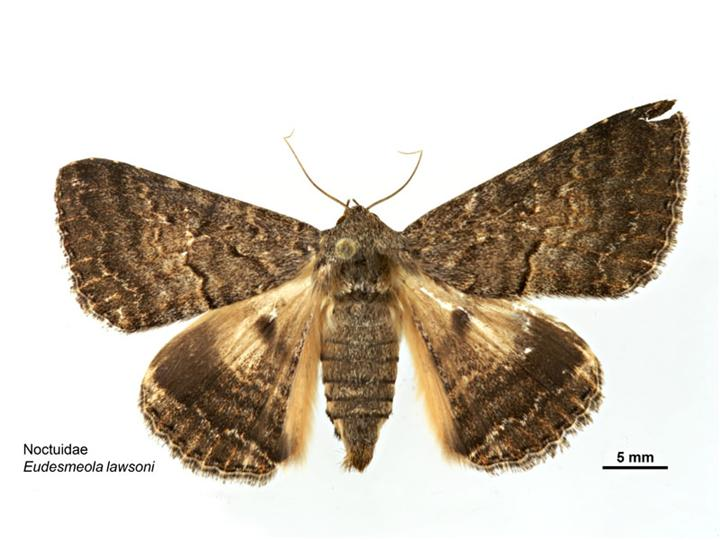
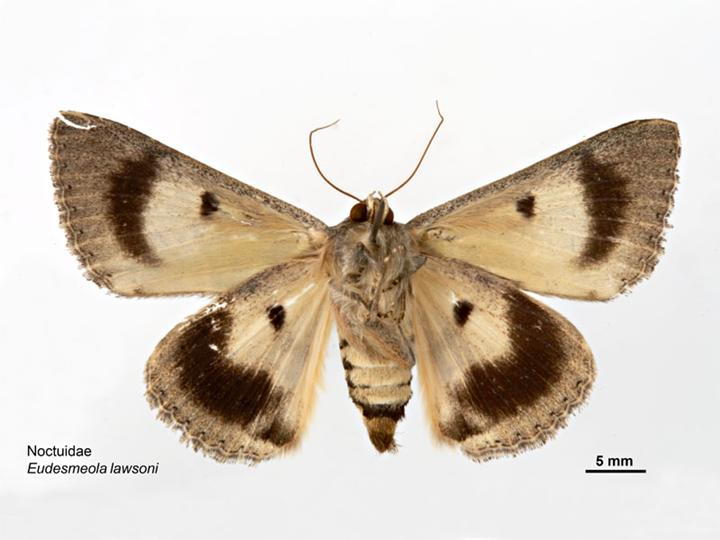